# Alisa Fédichkina
Alisa Andréyevna Fédichkina (en ruso: Алиса Андреевна Федичкина; n. Rostov del Don, 14 de febrero de 2002) es una patinadora artística sobre hielo rusa. Ganadora de la medalla de oro de la Copa Internacional de Niza de 2017 y dos veces medallista de plata de la Challenger Series de la ISU.

## Carrera
Nació en febrero de 2002 en Rostov del Don, Rusia. Comenzó a patinar a los cuatro años de edad. En la temporada 2014-2015 participó en el Campeonato Júnior de Rusia donde quedó en el octavo lugar. Tuvo su debut internacional en la temporada 2015-2016, en la prueba del Grand Prix Júnior en Riga, obtuvo el cuarto lugar tras situarse primera en el programa corto y quinta en el segmento libre. En su segunda prueba de Grand Prix Júnior en España logró ubicarse en primer lugar en el programa corto y segunda en el libre, ganó la medalla de plata y calificó a la final.
Ganó la medalla de oro en la Copa Internacional de Niza de 2015 y plata en el Trofeo Tallin del mismo año. En la Final del Grand Prix Júnior se ubicó en segundo lugar en el programa corto y cayó al cuarto lugar en el segmento libre, ubicándose al final en cuarto lugar. A finales de 2015 tuvo su debut en nivel sénior en el Campeonato de Rusia, donde logró el undécimo lugar. En enero de 2016 ganó la medalla de bronce en el Campeonato Júnior de Rusia. En 2018 anunció que dejó de entrenar con Evgeni Rukavicin y se unió al grupo de entrenamiento de Alexei Mishin.

### Programas
|           | Programa corto                                                                           | Programa libre                                                    | Exhibición |
| --------- | ---------------------------------------------------------------------------------------- | ----------------------------------------------------------------- | ---------- |
| 2018-2019 | TBA                                                                                      | TBA                                                               |            |
| 2017-2018 | Fantasía para piano de Wolfgang Amadeus Mozart                                           | City of Stars (La La Land OST) de Justin Hurwitz                  |            |
| 2016–2017 | Danza rusa de Piotr Ilich Chaikovski                                                     | Singin in the Rain de Gene Kelly                                  |            |
| 2015–2016 | Valse Sentimentale, Op. 51, n.º 6 de Piotr Ilich Chaikovski (coreografía de Olga Glinka) | Nos Souvenirs de Andrew Lloyd Webber (coreografía de Olga Glinka) |            |
| 2014–2015 | The Christ Trilogy de Balázs Havasi                                                      | Crystallize de Lindsey Stirling                                   |            |
| 2013–2014 | Danse Espagnole de Piotr Ilich Chaikovski                                                | Dark Eyes                                                         |            |

### Resultados detallados
- Las mejores marcas personales aparecen en negrita.

| Temporada 2017-2018                     |                                          |        |                |                |           |
| Fecha                                   | Evento                                   | Nivel  | Programa corto | Programa libre | Total     |
| 6-9 de diciembre de 2017                | Golden Spin de Zagreb 2017               | Sénior | 3 67.06        | 4 111.14       | 2 178.20  |
| 21-26 de noviembre de 2017              | Trofeo CS Tallin de 2017                 | Sénior | 2 63.42        | 2 116.91       | 2 180.33  |
| 11-15 de octubre de 2017                | Copa Internacional de Niza de 2017       | Sénior | 1 65.89        | 2 116.19       | 1 182.08  |
| 6-9 de septiembre de 2017               | Grand Prix Júnior de Letonia 2017        | Júnior | 2 63.48        | 5 108.50       | 4 171.98  |
| Temporada 2016-2017                     |                                          |        |                |                |           |
| Fecha                                   | Evento                                   | Nivel  | Programa corto | Programa libre | Total     |
| 1-5 de febrero de 2017                  | Campeonato Júnior de Rusia de 2017       | Júnior | 3 69.87        | 11 116.46      | 6 186.33  |
| 20-26 de diciembre de 2016              | Campeonato de Rusia de 2017              | Sénior | 9 63.96        | 9 125.61       | 10 189.57 |
| 20-27 de noviembre de 2016              | Trofeo CS Tallin de 2016                 | Júnior | 1 68.27        | 1 125.56       | 1 193.83  |
| 19-23 de octubre de 2016                | Copa de Niza de 2016                     | Júnior | 1 58.50.       | 1 113.80       | 1 172.30  |
| 7-11 de septiembre de 2016              | Grand Prix Júnior de Japón de 2016       | Júnior | 3 61.13        | 6 104.12       | 6 165.25  |
| Temporada 2015-2016                     |                                          |        |                |                |           |
| Fecha                                   | Evento                                   | Nivel  | Programa corto | Programa libre | Total     |
| 14-20 de marzo de 2016                  | Campeonato del Mundo Júnior de 2016      | Júnior | 1 66.11        | WD             | WD        |
| 19-23 de enero de 2016                  | Campeonato Júnior de Rusia de 2016       | Júnior | 3 66.89        | 3 120.55       | 3 187.44  |
| 24-27 de diciembre de 2015              | Campeonato de Rusia de 2016              | Sénior | 14 52.59       | 8 124.88       | 11 177.47 |
| 10-13 de diciembre de 2015              | Final del Grand Prix Júnior de 2015-2016 | Júnior | 2 64.17        | 4 113.94       | 4 178.11  |
| 18-22 de noviembre de 2015              | Trofeo CS Tallin de 2015                 | Júnior | 2 64.98        | 3 110.31       | 2 175.29  |
| 14-18 de octubre de 2015                | Copa Internacional de Niza de 2015       | Júnior | 1 63.08        | 1 121.55       | 1 184.63  |
| 30 de septiembre - 4 de octubre de 2015 | Grand Prix Júnior de España de 2015      | Júnior | 1 66.16        | 2 120.22       | 2 186.38  |
| 26-30 de agosto de 2015                 | Grand Prix Júnior de Letonia de 2015     | Júnior | 1 63.49        | 5 104.10       | 4 167.59  |
| Temporada 2014-2015                     |                                          |        |                |                |           |
| Fecha                                   | Evento                                   | Nivel  | Programa corto | Programa libre | Total     |
| 4-7 de febrero de 2015                  | Campeonato Júnior de Rusia de 2015       | Júnior | 15 52.18       | 8 109.09       | 8 161.27  |